# تجمع مضيق (المحفد)

تعديل مصدري - تعديل

تجمع مضيق هو "تجمع بدوي" في  عزلة المحفد بمديرية المحفد التابعة لمحافظة أبين، بلغ تعداد سكانها 22 نسمة حسب تعداد اليمن لعام 2004.